# Вале (Савона)
Вале је насеље у Италији у округу Савона, региону Лигурија.
Према процени из 2011. у насељу је живело 66 становника. Насеље се налази на надморској висини од 560 м.